# Крістіненталь
Крістіненталь (нім. Christinenthal) — громада в Німеччині, розташована в землі Шлезвіг-Гольштейн. Входить до складу району Штайнбург. Складова частина об'єднання громад Шенефельд.
Площа — 3,37 км2. Населення становить 71 ос. (станом на 31 грудня 2020).